# Список объектов всемирного наследия ЮНЕСКО в Тринидаде и Тобаго
В спи́ске объе́ктов Всеми́рного насле́дия ЮНЕ́СКО в Тринида́де и Тоба́го нет наименований, однако по состоянию на 2014 год 3 объекта на территории государства находятся в числе кандидатов на включение в список всемирного наследия, в том числе 1 — по культурным, 1 — по природным и 1 — по смешанным критериям.
Республика Тринидад и Тобаго ратифицировала Конвенцию об охране всемирного культурного и природного наследия 16 февраля 2005 года.

## Предварительный список
В таблице объекты расположены в порядке их добавления в предварительный список.
| # | Изображение | Название                                                                               | Местоположение                     | Время создания           | Год внесения в предварительный список | №    | Критерии          |
| - | ----------- | -------------------------------------------------------------------------------------- | ---------------------------------- | ------------------------ | ------------------------------------- | ---- | ----------------- |
| 1 |             | Место археологических раскопок Банвари-Трейс (англ. Banwari Trace Archaeological Site) | Графство: Сипария                  | 5-е тысячелетие до н. э. | 2011                                  | 5644 | iii, v            |
| 2 |             | Пич-Лейк в Ла-Бреа (англ. La Brea Pitch Lake)                                          | Графство: Сипария Город: Ла-Бреа   | —                        | 2011                                  | 5645 | vii, viii         |
| 3 |             | Лесной заповедник Мейн-Ридж на Тобаго (англ. Tobago Main Ridge Forest Reserve)         | Самоуправляемая территория: Тобаго | 1776                     | 2011                                  | 5646 | v, vi, vii, ix, x |